# Eucalyptus urophylla
Eucalyptus urophylla é uma espécie do gênero Eucalyptus, base para a indústria de ferro e aço (carvão vegetal), celulose e papel do Brasil. O E. urophylla é originário da Indonésia, em especial nas suas ilhas Flores e Timor, e não ocorre na Austrália. Nessas ilhas, formam florestas de grande porte em associação com outras espécies florestais. É uma árvore de grande porte, atingindo facilmente mais de 50 m de altura e diâmetros acima de 1,2 m. É muito semelhante ao E.robusta e E. botryoides, e forma híbridos com outras espécies de eucaliptos do mesmo Subgênero Symphyomyrtus com facilidade, como E. grandis, E. saligna e E. camaldulensis. No Brasil, foi plantado em mais de 3 milhões de hectares, puro ou hibridado, desde os anos 1900 principalmente nos estados de SP, MG, ES, BA, MS, MT, GO, TO, MA. Hoje ainda é plantado puro ou através de híbridos clonados de altíssima produtividade, em especial o E. urograndis, híbrido entre E. grandis e E. urophylla, que viabilizou a silvicultura industrial brasileira no cerrado e em solos mais pobres, arenosos e com estação seca. A sua madeira apresenta densidade média a alta, apta à produção de carvão, biomassa para energia, chapas, aglomerados, painéis e ainda celulose e também ideal para uso em construção civil por sua maior resistência em comparação com outros eucaliptos.